# Anneville-Ambourville
Anneville-Ambourville is een gemeente in het Franse departement Seine-Maritime (regio Normandië) en telt 946 inwoners (1999). De plaats maakt deel uit van het arrondissement Rouen.

## Geografie
De oppervlakte van Anneville-Ambourville bedraagt 20,5 km², de bevolkingsdichtheid is 46,1 inwoners per km².
De onderstaande kaart toont de ligging van Anneville-Ambourville met de belangrijkste infrastructuur en aangrenzende gemeenten.

## Demografie
Onderstaande figuur toont het verloop van het inwonertal (bron: INSEE-tellingen).